# Djamel Laroussi
Pour les articles homonymes, voir Laroussi.
 (juin 2009).
Si vous disposez d'ouvrages ou d'articles de référence ou si vous connaissez des sites web de qualité traitant du thème abordé ici, merci de compléter l'article en donnant les références utiles à sa vérifiabilité et en les liant à la section « Notes et références ».
Djamel Laroussi, né en 1966 à Alger (Algérie), est un guitariste, multi-instrumentiste, auteur, compositeur, arrangeur et réalisateur algérien.

## Biographie
Djamel Laroussi grandit à Alger, et apprend la guitare sous l'influence à la fois des musiques traditionnelles de son entourage (Chaâbi, Raï) et de celles qu'il écoute à la radio (Stevie Wonder, Al Jarreau, les Beatles).
Plus tard, il suit les cours de composition de la Haute école de musique de Cologne (Allemagne), et y découvre le jazz.
Fin des années 70 et début des années 80, il fait partie du groupe Acousmie. Ils sortent un album en vinyle et font la première partie du groupe Téléphone.
Dans les années 1990, il joue avec Cheb Mami, l'ONB, Graham Haynes ou Nelson Veras. En 1998, il se lance dans une carrière solo et publie son premier album, Sapoutaly, suivi en 2003 d'Étoile filante, un concert enregistré au Stadtgarten de Cologne qui va du baladi (en) égyptien au melhoun maghrébin en passant par la salsa.

## Discographie
- 2007 : 3 Marabouts, Dadoua
- 2004 : Live, Dadoua
- 2003 : Étoile Filante, Dadoua
- 2002 : Mazal
- 1998 : Sapoutaly